# Wackwitz
Wackwitz is een historisch merk van hulpmotoren.
De bedrijfsnaam was: Paul Wackwitz, Krefeld (1920-1922).
Duits merk dat 108 cc eencilinder viertakt-clip-on motoren maakte, maar ook complete fietsen met een dergelijk motortje.